# خان أورينبرغ
خان أورينبرغ (بالباشقيرية: Каруанһарай)‏ هو خان ومجمع تاريخي ومعماري في مدينة أورينبورغ (الاتحاد الروسي) تم بناؤه في 1837 - 1846م مع تبرعات طوعية لاستضافة مكتب قائد جيش الباشكير المشيرياك، وفندق للباشكير والمشيرياك الذين أتوا إلى أورينبورغ «لاحتياجاتهم الخاصة والعمل»، وورشة عمل ومدرسة للباشكير. يتكون المجمع التاريخي والمعماري من البيت الباشكيري الوطني ومسجد. مهندس المشروع الأصلي هو ألكسندر برولوف وقد صُمم لتكون تنميط للأول التقليدية الباشكيرية: المركز المهيمن للمجمع عبارة عن مسجد مثمن الشكل.

## بناء كاروان سراي

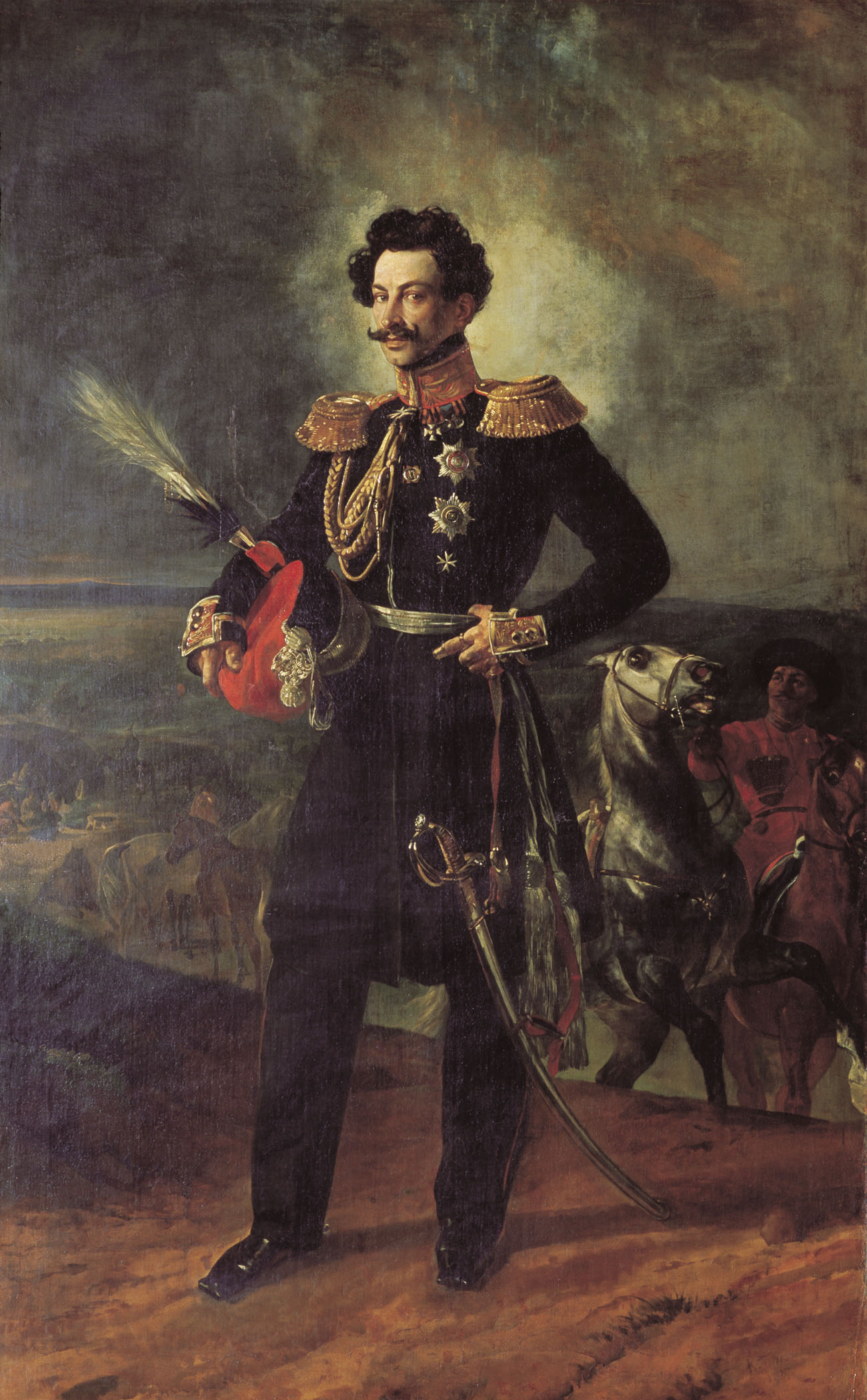
فاسيلي ألكسيفيتش بيروفسكي، في 1833-1842، حاكم أورينبرغ العسكري.

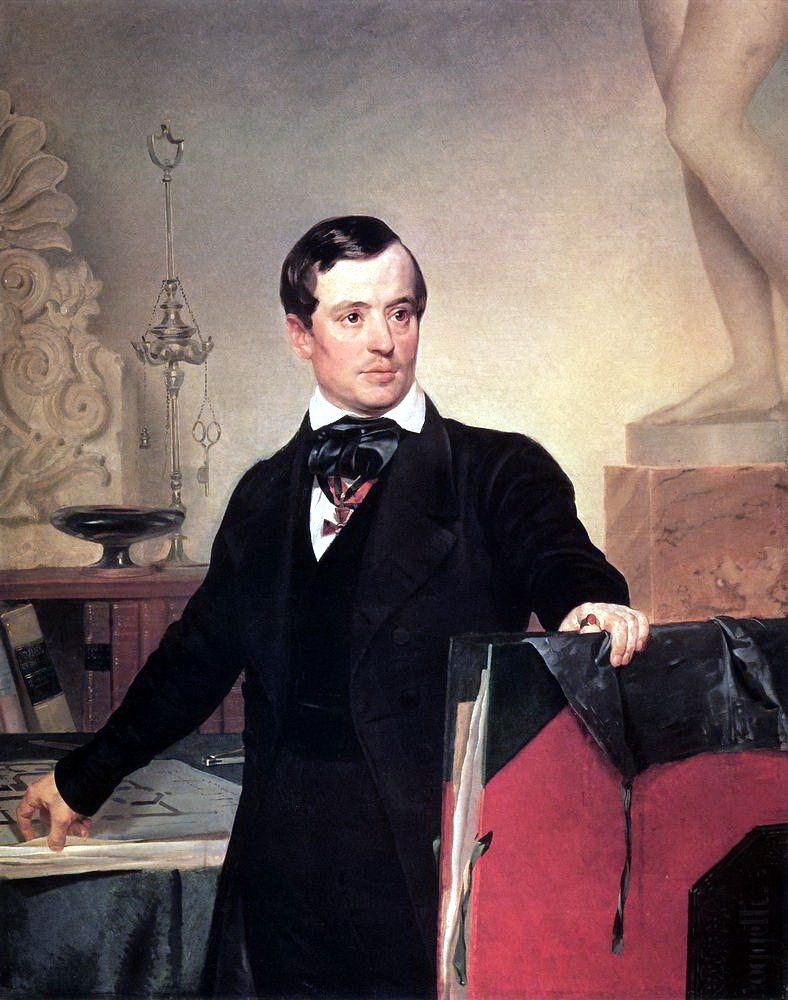
ألكسندر برولوف.

في النصف الأول من القرن التاسع عشر، كانت قيادة فيلق أورينبورغ المنفصل تقع في أورينبورغ، والذي تضمنت جيش الباشكير المشيرك وجيش قوازق أورينبرغ، وجيش قلميق ستافروبول، وجيش قوازق الأورال. ونتيجة لذلك، كان رؤساء الكانتونات وغيرهم من المسؤولين يأتون إلى أورينبورغ في مهام رسمية. أيضا كنت تصل وحدة صغيرة من القوات غير النظامية سنويا في أورينبرغ، ومع ذلك منذ عام 1822 تم إعفاء سكان أورينبورغ من الخدمة النظامية، مما أنشأ مشكلة توفير السكن للزائرين، ولحل جزء من هذه المشكلة، قرر حاكم أورينبورغ العسكري فاسيلي بيروفسكي بناء غرفة خاصة. في خطابه لرؤساء كانتوني الباشكير والميشرياك في 20 أبريل 1836، أشار إلى أن «أولئك الذين يأتون إلى أورينبرغ يحتاجون ويخدمون باشكير ومشيرياك ليس لديهم أي مأوى في المدينة» وحثهم على التبرع لبناء «نزل أو كاروان سراي»  .
كانت أورينبرغ في النصف الأول من القرن التاسع عشر مركزًا تجاريًا آسيويًا روسيًا كبيرًا، لذلك كان من المهم ألا يتسبب مجمع المباني المقترح في أي ارتباطات سلبية بين الزوار، ولكن كان لديه مخطط خارجي مألوف لتصوراتهم. كان على المصممين تصميم «... منزل للمكتب العسكري لجيش الباشكير، ومسجد به مئذنة، وغرفة لمسؤولي الباشكير والرتب الأدنى قادمة إلى أورينبرغ، وورش للعمل. كل هذه المباني من الحجر والغرض منها يجعلنا نتمنى أن تكون الهندسة الخارجية أقرب ما تكون إلى الذوق الآسيوي». 
كان الغرض في الأصل وضع المجمع في القلعةـ وفي الوقت نفسه كان ينبغي أن تضم ثكنات الباشكير والمشيرياك القادمين ما يصل إلى 20 مسؤولًا، بوضع شخصين أو أكثر في كل غرفة، وبالنسبة للفئات الدنيا، كان ينبغي تنظيم غرفة أو غرفتين كبيرتين، يمكن أن تستوعب ما يصل إلى 100 شخص، وفي هذه الأماكن ينبغي أن يكون هناك مطبخ مشترك.
في خريف عام 1836، عُهد إعداد المشاريع إلى اثنين من المهندسين المعماريين: ميخائيل كورينفسكي وألكسندر برولوف، وتمت الموافقة على مشروع برولوف في 19 يناير 1837.
بمشاركة نشطة من الباشكير تم جمع الأصول الثابتة وبناء المجمع، كما قامت الباشكير بتصنيع مواد البناء ونقلها وجميع أعمال البناء الأخرى. في فترات معينة، شارك أكثر من 1000 باشكيري مع الخيول في العمل. في مجلة «العصور القديمة الروسية» لعام 1896، قيل إن جميع المباني صنعت من قبل الباشكير المعينين من أفواج وكانتونات: «كانت الغابات اللازمة للمباني تجوبها من باشكيريا على نهر ساكمارا بواسطة الباشكير. تم إنتاج الحجر والجير أيضًا بواسطة 20 فرستا من أورينبرغ على تل غريبينسكايا.»
يعود تاريخ الانتهاء من المبنى الرئيسي لكاروان سراي إلى عام 1842، وتم الانتهاء من بعض مباني الطابق العلوي حتى قبل ذلك، وفي ديسمبر عام 1841، كان مقر قائد جيش الباشكير - المشيرياك موجودًا فيها. تم الانتهاء من بناء المسجد والمئذنة في عام 1842 (في عام 1844 وفقًا لمصادر أخرى)ـ واستغرق الجزء الداخلي للمسجد والكسوة الخارجية للمئذنة الكثير من الوقت.
اقيمت الاحتفالات بمناسبة افتتاح كاروان سراي بيالتزامن مع عيد ميلاد القيصر نيكولاي الأول في 30 أغسطس 1846. تجمع الباشكير من جميع أنحاء باشكورتوستان للاحتفال، وتم تنظيم احتفال كبير وإحضار المرطبات، وأجريت سباقات الباشكير التقليدية، وتم تقديم خدمة صلاة في المسجد.

## فيما بعد
حتى عام 1865، خدم كاروان سراي غرضه - كان يضم مكتبًا لجيش الباشكير المشيرياك وفي الوقت نفسه تم تدريب أطفال الباشكير.
بعد تصفية سيطرة جيش الباشكير في عام 1865، تم أخذ كاروان سراي بشكل غير قانوني من شعب الباشكير. بأمر من الحاكم فلاديمير أوبروشيف، كان المبنى يضم مسكن ومكتب رئيس مقاطعة أورينبرغ، والمكاتب الحكومية الإقليمية، ولجنة لترسيم أراضي الباشكير. بالنسبة لوزراء المسجد، تم ترك شقتين صغيرتين. أثارت هذه السخط من الباشكير، حوالي 10 آلاف وقعوا على شكوى حول عودة كاروان ساراي.
في عام 1867، التمس الحاكم نيكولاي كريزانوفسكي نقل المسجد والمئذنة إلى مكان آخر، مشيرًا إلى عدم قبول قرب المؤسسات الإقليمية من المؤسسات الدينية الإسلامية، لكن وزارة الداخلية لم تمنح الإذن خوفًا من الاضطرابات الشعبية.
ناقش مؤتمر عموم الباشكير الثاني، الذي عقد في أورينبرغ في الفترة من 20 يوليو إلى 27 يوليو 1917، على وجه التحديد مسألة إعادة الباشكير إلى الحكومة القيصرية التي أخذوها منهم: كاروان سراي وأصدر قرارًا: «كاروان سراي كمبنى بناه البشكير... يعلن المؤتمر ملكية الباشكير الوطنية للشعب.»
[[Файл:Караван-Сарайская мечеть.jpg|يمين|تصغير|300x300بك| مسجد كرفان سراي، 1913.26[بحاجة لمصدر]]]
في قورولتاي الباشكير في أغسطس 1917، تم طرح سؤال حول إعادة كاروان سراي إلى الباشكير: "نطلب أن يتم إطلاق الأخير وتقديمه إلى الشورو (المجلس) المركزي"، ونوعز إلى هيئة الرئاسة بإعلان ذلك لمفوض كيرنسكي وأورنبرغ ". في الفترة من 16 نوفمبر 1917 إلى 14 فبراير 1918، كان مقر شورو الباشكير (المركزي) الإقليمي في كاروان ساراي.
تحدث شريف ماناتوف رئيس المكتب الإقليمي السابق للباشكير وعضو مفوضية الشؤون الإسلامية التابعة لمفوضية الشعب للقوميات في يناير 1918 في هذه المسألة مع فلاديمير لينين. نظر لينين باهتمام ومشاركة كبيرة في مشروع المرسوم المتعلق بإعادة كاروان سراي إلى الباشكير؛ تساءل: " ألم يعد كاروان سراي إلى الباشكير بعد؟" "، ثم قال: "يجب أن نتخلى عنه قريباً". بعد قراءة المسودة المعدة، أدخل كلمة "شعبي" بعد عبارة "بيت الباشكير".
صدر مرسوم عودة كرفان سراي إلى الباشكيريون بناء على أوامر لينين في فبراير عام 1918، وأرسلت مفوضية الشعب للقوميات في 6 فبراير عام 1918 إلى عنوان اللجنة التنفيذية للمجلس أورينبورغ من العمال والجنود 'النواب، برقية: «الرجاء النشر للمعلومات العامة، أنه وفقًا لقرار مفوضية الشعب للقوميات، يتم نقل بيت الباشكير الشعبي والمسجد المسمى» كاروان سراي«في أورينبرغ إلى التصرف الكامل لشعب الباشكير العامل ممثلًا في المجلس الإقليمي للباشكير».
من أغسطس إلى نوفمبر 1918، كانت حكومة الباشكير ومؤسساتها العسكرية موجودة مرة أخرى في كاروان سراي، وفي عام 1920 تم افتتاح معهد باشكير للتعليم العام في مبنى كاروان سراي والذي تحول فيما بعد إلى الكلية التربوية.
في سبتمبر 1924، تم نقل المجمع المعماري (باستثناء مباني الكلية التربوية، والتي كانت خاضعة لسلطة وزارة التعليم الباشكورية «باشناركومبروس») إلى مقاطعة أورينبرغ التي كانت آنذاك جزءًا من جمهورية قيرغيزستان السوفيتية (جزء من أراضيها التي أصبحت الآن جزءًا من كازاخستان)، وفي عام 1934 إبان تشكيل المنطقة إلى أوبلاست أورينبورغ.
وفقًا لمرسوم مجلس وزراء روسيا الاتحادية الاشتراكية السوفيتية الصادر في 30 أغسطس 1960، تم تعيين رقم 1327 «كاروان سراي» إلى فئة الآثار المعمارية ذات الأهمية الوطنية. لسنوات عديدة، أثار الباشكير مسألة إعادة كاروان سراي إلى ملكية باشكورتوستان. في 10 يونيو 1989، تم إنشاء جمعية أورينبرغ الباشكيرية الإقليمية التعليمية والثقافية «كاروان سراي»، وكانت إحدى مهامه الرئيسية إعادة مجمع كاروان سراي إلى مالكه الشرعي - شعب الباشكير.
منذ أواخر الثمانينات من القرن العشرين، بدأ جمهور الباشكير في إثارة مسألة نقل كاروان سراي إلى الناس. تنعكس هذه المتطلبات في النداء الموجه إلى قيادة منطقة أورينبرغ المعتمدة في 18 ديسمبر 1989 في المؤتمر الأول (الرابع) لمركز الباشكير الشعبي «أورال»، والذي ذكر الحاجة إلى تحويل كاروان سراي إلى المركز الثقافي لمنطقة الباشكير في منطقة أورينبورغ.
نوقشت القضية نفسها في اجتماع لجمهور الباشكير في مدينة أوفا والجمهورية، الذي انعقد في 10 مايو 1990 بمبادرة من مركز الباشكير الشعبي «أورال» ونادي الباشكير الثقافي «أكترما». دُون قرار الاجتماع كما يلي: «لضمان سيطرة وتلبية اللجنة الإقليمية للحزب الشيوعي، ومجلس وزراء الجمهورية السوفيتية الباشكيرية، والنقابات الإبداعية للمطالب الروحية والثقافية للباشكير الذين يعيشون في مناطق أخرى وجمهوريات البلاد. إدخال الهيئات الرئاسية للجمهورية على اتصال بالهيئات ذات الصلة في المناطق والجمهوريات المجاورة لحل مسائل المساعدة في ضمان الاحتياجات الثقافية واللغوية لسكان الباشكير. لتحقيق تنفيذ متطلبات شعب الباشكير على عودة كاروان سراي - بيت الباشكير الشعبي».
نص اتفاق 19 أبريل 1990 بشأن التعاون المتبادل بين منطقة أورينبرغ وجمهورية الباشكير الاشتراكية السوفيتية على فقرة بشأن الحاجة إلى تقديم المساعدة إلى اللجنة التنفيذية لمدينة أورينبرغ في إعادة الجمهور الباشكيري إلى بيت الباشكير الشعبي «كاروان سراي»، واستعادة كلية الباشكير التربوية.
ومع ذلك، فإن إدارة منطقة أورينبرغ لم تكثف العمل في هذا الاتجاه. لذلك، اعتمد المؤتمر الثاني (الخامس) لعموم شعب الباشكير (22-23 فبراير 1991) قرارًا خاصًا بشأن بيت الباشكير الشعبي كاروان سراي في أورينبرغ. وأشار القرار إلى: «إن النداءات المتكررة من قبل الجمهور الباشكيري ومجلس وزراء الجمهورية الباشكيرية لقيادة المنطقة والمدينة لا تجد التفاهم من جانبهم. لا يمكن تبرير إشارة قادة المنطقة إلى أي صعوبات بأي شكل من الأشكال، لأنه لا توجد أسباب موضوعية لاتخاذ قرار بشأن نقل البيت إلى الباشكير حتى قبل إطلاق سراحهم من المؤسسة التي استقروا بها. للتعبير عن إرادة شعب الباشكير، يطالب مؤتمر عموم شعب الباشيكر الخامس من قادة منطقة أورينبورغ والمدينة أن يحلوا على الفور مسألة إعادة منزل الباشكير الشعبي إلى أصحابه شعب الباشكير، وفقط يجب أن يكون لهم الحق في تقرير كيفية استخدام هذا المجمع المعماري في المستقبل. على الأرجح، سيقرر جمهور الباشكير تنظيم مركز الباشكير العام والثقافي فيه. يعلن المؤتمر الشعبي الخامس لعموم الباششكير أن سلطات أورينبرغ ليس لها الحق في التصرف في المنزل وتحديد من الذي يسمح له بالدخول إليه، وما ينظمه وما إلى ذلك. لا يوجد بديل لكلمات قلاديمير لينين بشأن إعادة المنزل إلى شعب الباشكير. نيابة عن شعب الباشكير، يعلن المؤتمر أن الشعب يحتفظ بالحق في تنظيم مظاهرات جماهيرية لاستعادة ملكيته لكاروان سراي، حتى تطبيق أساليب أخرى للتأثير.»
وفقًا لقرار المؤتمر الذي انعقد في الفترة 1992-1994 في أورينبرغ أمام كاروان سراي، بمبادرة من مركز باشكير الإقليمي لأورنبرغ «كاروان سراي» وبمشاركة ممثلين عن المنظمات الاجتماعية السياسية في جمهورية باشكورتوستان، نُظمت مسيرات تطالب بنقل كاروان سراي.
في الوقت نفسه، انضمت قيادة جمهورية باشكورتوستان إلى حل المشكلة. في مايو 1992 ناشد مجلس وزراء جمهورية باشكورتوستان رئيس إدارة أوبلاست أورينبرغ فلاديمير يلاجين بطلب للنظر في مسألة إعادة كاروان سراي إلى شعب الباشكير وأعلن استعداده لتحمل تعويض عن ترميم المجمع.
في 25 مايو 1994، تم توقيع اتفاق بين حكومة الاتحاد الروسي وحكومة جمهورية باشكورتوستان، والذي افترض أن مجمع كاروان سراي في مدينة أورينبرغ، بما في ذلك المسجد مع قطعة أرض، سيصبح ملكية دولة لجمهورية باشكورتوستان في الاتحاد الروسي بعد التنسيق مع الهيئات التنفيذية سلطات أوبلاست أورينبرغ.
في سبتمبر 1996، خلال أيام جمهورية باشكورتوستان في منطقة أورينبرغ، المكرسة للاحتفال بالذكرى المائة والخمسين لافتتاح كاروان سراي، تم توقيع اتفاق على الاستخدام المشترك للنصب التاريخي والمعماري «كاروان سراي».

في عام 2006، قال رئيس باشكورستان مرتضى رحيموف في كلمته الترحيبية للمشاركين في المؤتمر العلمي والعملي بين الأقاليم «التاريخ العرقي والثقافة الروحية للباشكير في منطقة أورينبرغ»، المكرس للذكرى 160 لتأسيس المجمع التاريخي والثقافي «كاروان سراي» في مدينة أورينبرغ:
| « | في تاريخ كل دولة ، هناك قيم خاصة تعكس روحها الوطنية بشكل كامل، وهذا التجسيد لروح شعب الباشكير كان كرافان سراي. بناه البشكير بالتبرعات الطوعية التي جمعوها لاستضافة فرق الباشكير العسكرية التي تشكلت في أورينبرغ، وهي مدرسة للبنين من الباشكير ومسجد للجيش، وهذا النصب التاريخي والمعماري الفريد هو الفخر الوطني لشعب الباشكير. " | » |

 في الوقت الحاضر، تقع غرفة التجارة والصناعة في منطقة أورينبرغ وغيرها من المنظمات في المجمع التاريخي والمعماري، ويعمل المسجد ويستخدم من قبل جمعية «كاروان سراي» الدينية المسلمة.

## العمارة في كاروان سراي
تم بناء كاروان سراي في الأصل بعيدًا عن المدينة، ولكن في النهاية وجد نفسه محاطًا بالمناطق السكنية في أورينبرغ. تم وضع حديقة محاطة بسور حجري في المنطقة المخصصة، والتي لم يتم الحفاظ عليها حتى الآن بحدودها السابقة، ويمثل مجمع المباني المبنى الرئيسي والمسجد والمئذنة، ويعتمد هيكل التخطيط مبانٍ بفناء ذو شكل مستطيل ونصف مفتوح في اتجاه واحد. يُدرج المسجد والمئذنة في مخطط المبنى الرئيسي، ويقعان على المحور الرئيسي لتماثله، بحيث يشكل المسجد المثمن الشكل مركز المجمع وتقوم المئذنة بتصحيح محور المجموعة من المدخل إلى الفناء.
في نفس الوقت يلاحظ باري كاليمولين أن مثل هذا التركيب في المخطط لا ينتج عن تعيين أماكن العمل، ولا عن اعتبارات التصميم المضغوط. ويشير إلى أنه تم اختيار مثل هذا المخطط لأنه يشبه تخطيط القرى الباشكيرية الصيفية، حيث كانت المساكن موجودة بحيث شكلوا خطًا مخططًا بالقرب من دائرة أو بيضاوية، وكان مسكن المسنين يقع في الوسط. نتيجة لذلك، كان الأول من نوع الفناء الجماعي شبه المغلق، مع مركز دلالي موحد.

### المبنى الرئيسي
المبنى الرئيسي في كاروان سراي هو أكبر مبنى من حيث المساحة والحجم. وهو يتألف من خمسة كتل متصلة مع بعضها بارتفاع واحد، وتشكيل مخطط على شكل حرف U. يربط جناحان جانبيان الحجم المركزي، الذي يتكون من خلفية المبنى، والذي يوجد بدوره جسمين متبقيين يشكلان مقدمة المجمع، متجاورين بشكل عمودي. هناك ترتيب مماثل لكتل المبنى الرئيسي يشكل ساحة داخلية ذات شكل مستطيل، قريبة من مربع (48 × 53 م)، نصف مفتوح إلى الجنوب ويفصله عن الشارع بابان.
في الخطة البناءة، يتم حل الجسم الرئيسي في كاروان سراي ببساطة. الجدران الخارجية والداخلية للمهمة مصنوعة من الطوب الأحمر المحروق بقذائف الهاون. تصنع معظم الأسقف البينية من قبو متقاطع من الطوب يستقر على جدران العاصمة الخارجية والأعمدة الداخلية. جزء من الأسقف مسطحة على عوارض خشبية. للاتصال الداخلي بين الطوابق، تصنع خمسة سلالم، محاطة بجدران كبيرة. الجدران الرئيسية، الخارجية والداخلية على حد سواء، مجصومة وملونة
في المبنى الرئيسي، يتم الجمع بين العديد من الغرف ذات الطبيعة والغرض. تنص الخطة على إنشاء مدارس لأطفال البشكير مع ورش مثالية (قفال، حداد، نجارة، دهان، سروج، إلخ)، شقة لقائد جيش الباشكير وللموظفين للإقامة المؤقتة.
يتميز المبنى بتصميم بسيط يتوافق مع الغرض من المبنى ونهاية متواضعة مصنوعة وفقًا لمدخرات المواد والوسائل الزخرفية.
يتطلب مزيج من المباني المتنوعة في مبنى واحد تنظيم مداخل منفصلة ومعزولة. يوجد ثلاثة عشر من هذه المداخل بالتساوي على جانب الفناء الداخلي: 3 في الجانب الشرقي، و5 في الجانب الشمالي، و3 في الجانب الغربي وواحد في النهايات الموجهة نحو المدخل.
خدمت الساحات الخاصة المتاخمة للمبنى الرئيسي في الجهة الشرقية والغربية الاحتياجات المنزلية (إسطبلات، عربات الخيول، إلخ)، والتي تم توصيلها من خلال المداخل الموجودة في الطوابق الأولى في كل اتجاه، كما تم توفير مداخل خاصة لأفنية المنازل.

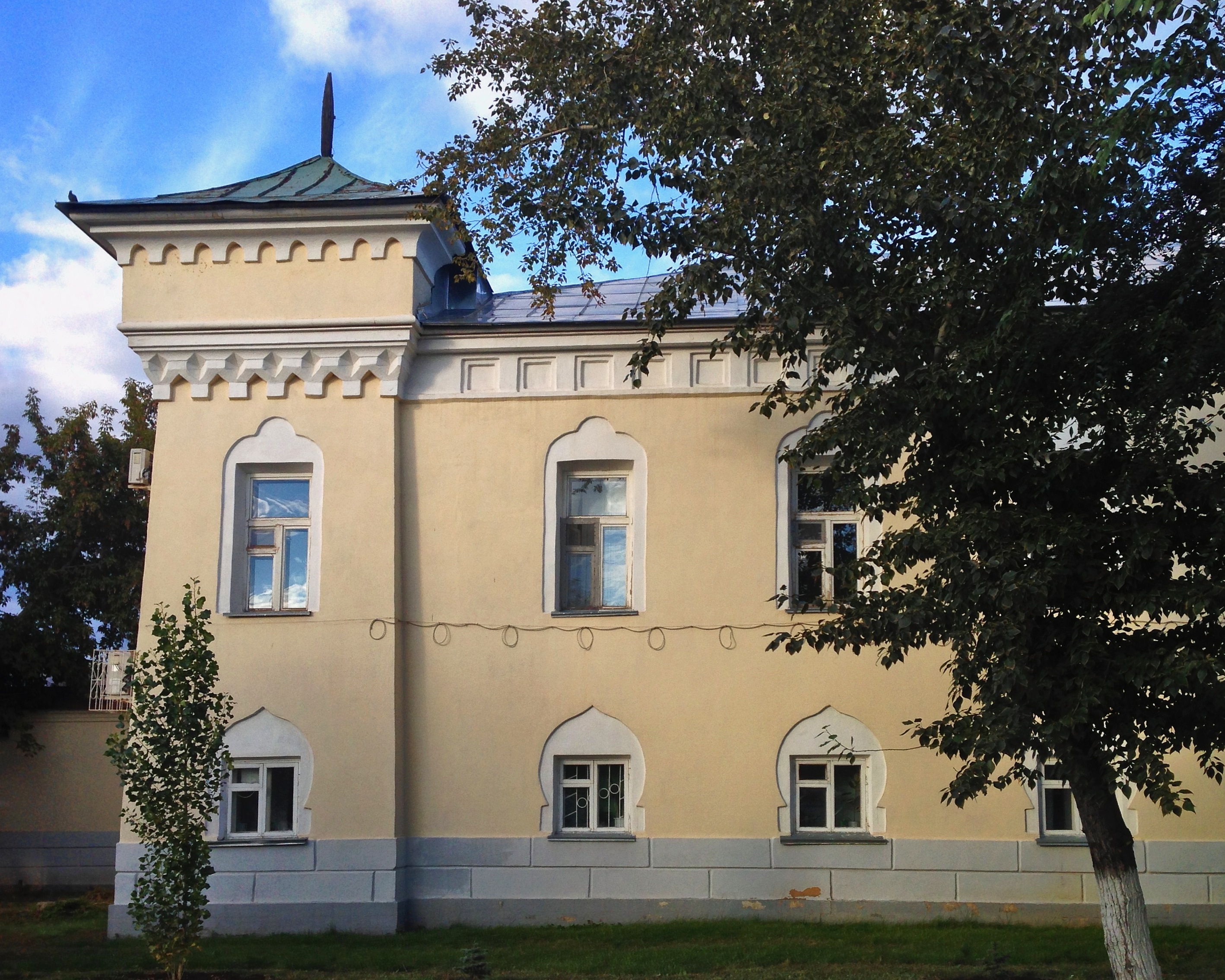
الواجهة الخارجية للمبنى الرئيسي.

يتم تحديد واجهات المبنى بشكل مختلف. يتم ترك سطح جدران الواجهات الخارجية ناعمة باستثناء عدد قليل من فتحات النوافذ، وتتميز زوايا الواجهة الرئيسية ببروزات مستطيلة الشكل، يتزين الجزء العلوي منها بنوع من إفريز الهوابط، وسقوف خفيفة ذات أربعة أعمدة منحدرة ترتفع فوق الكورنيش. هذه الأبراج تؤكد الاتجاه الرأسي العام للهيكل، وواجهات خارجية أخرى تكون أكثر تقييدًا، لكن زواياها تتميز بارتفاع الأبراج الصغيرة.
يتم تنفيذ الواجهات الداخلية بوسائل بسيطة. وهي مقسمة في الارتفاع إلى جزأين متساويين تقريبًا بواسطة أشرطة أفقية ممتدة على خط عتبات النافذة في الطابق الثاني وعلى مستوى مستوى الأرض، مع التركيز على المدى الأفقي العام للواجهات، مما يجعل المبنى بالمقارنة مع المباني الأخرى في المجمع يبدو أقل بصريًا، فالمعالجة المعمارية للطابق الأول تمنحه صفة أقل. الطابق السفلي صدأ بشدة، وفوقه على سطح أملس من الجدار في محاريب ضحلة لها شكل أقواس على شكل حفز، يتم وضع نوافذ ومداخل مربعة. لا يتم استخدام العناصر الأخرى للمعالجة المعمارية في الطابق الأول. تكون واجهات الطابق الثاني أكثر تعبيراً، النوافذ المستطيلة التي يبلغ حجمها 1.1 × 2.2 متر، مثل نوافذ الطابق الأول، مدفونة في محاريب مزينة في الجزء العلوي منها على شكل أقواس ثلاثية. لتقليل مساحة مبنى منخفض بشكل مرئي مع ترتيب قليل من فتحات النوافذ ووفرة من الجدران الملساء، يتم تحويل الركائز الواسعة إلى واجهات محاطة بنفس الكوات المقوسة. على الواجهة، أعلى قليلاً من الأقواس، يوجد شريط إفريز عريض يتكون من مسافات مستطيلة (محاريب) وإطارات. يتوج المبنى الرئيسي كورنيش بسيط للغاية وبارز قليلاً.
تم تصميم الواجهات الداخلية، التي تم تنفيذها باستخدام التقنيات التي تؤكد طبيعتها الأدنى، للتأكيد على دور المسجد في تكوين المجمع. عند تحديد الواجهات الخارجية المطلة على الحديقة، حيث لا توجد مبانٍ أخرى في الجوار، كان المهندس المعماري يدخر الحاجة لمقارنتها، لذلك ركز على جعل الواجهات أكثر ارتفاعًا وتعبيرًا. .

### المسجد

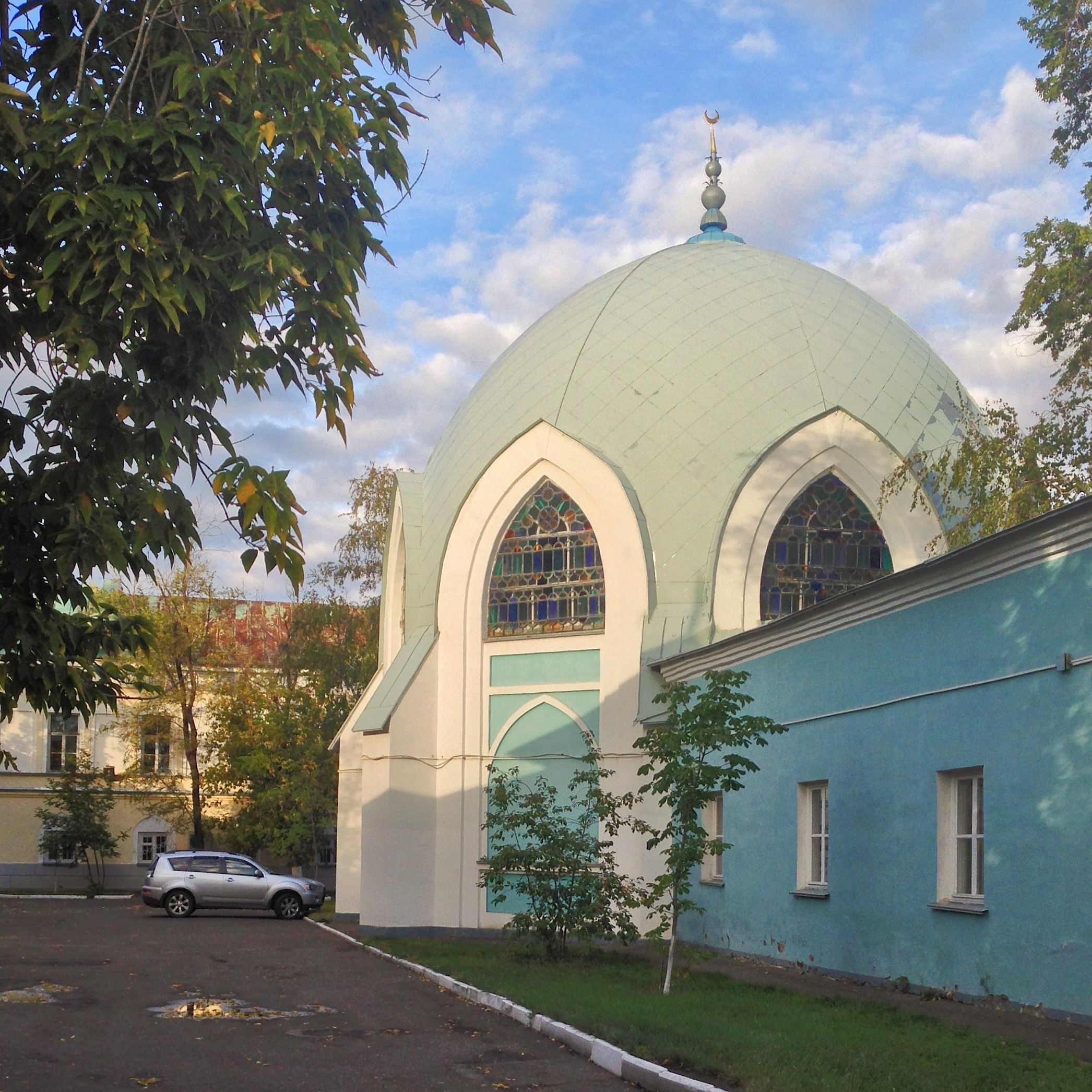
مبنى المسجد

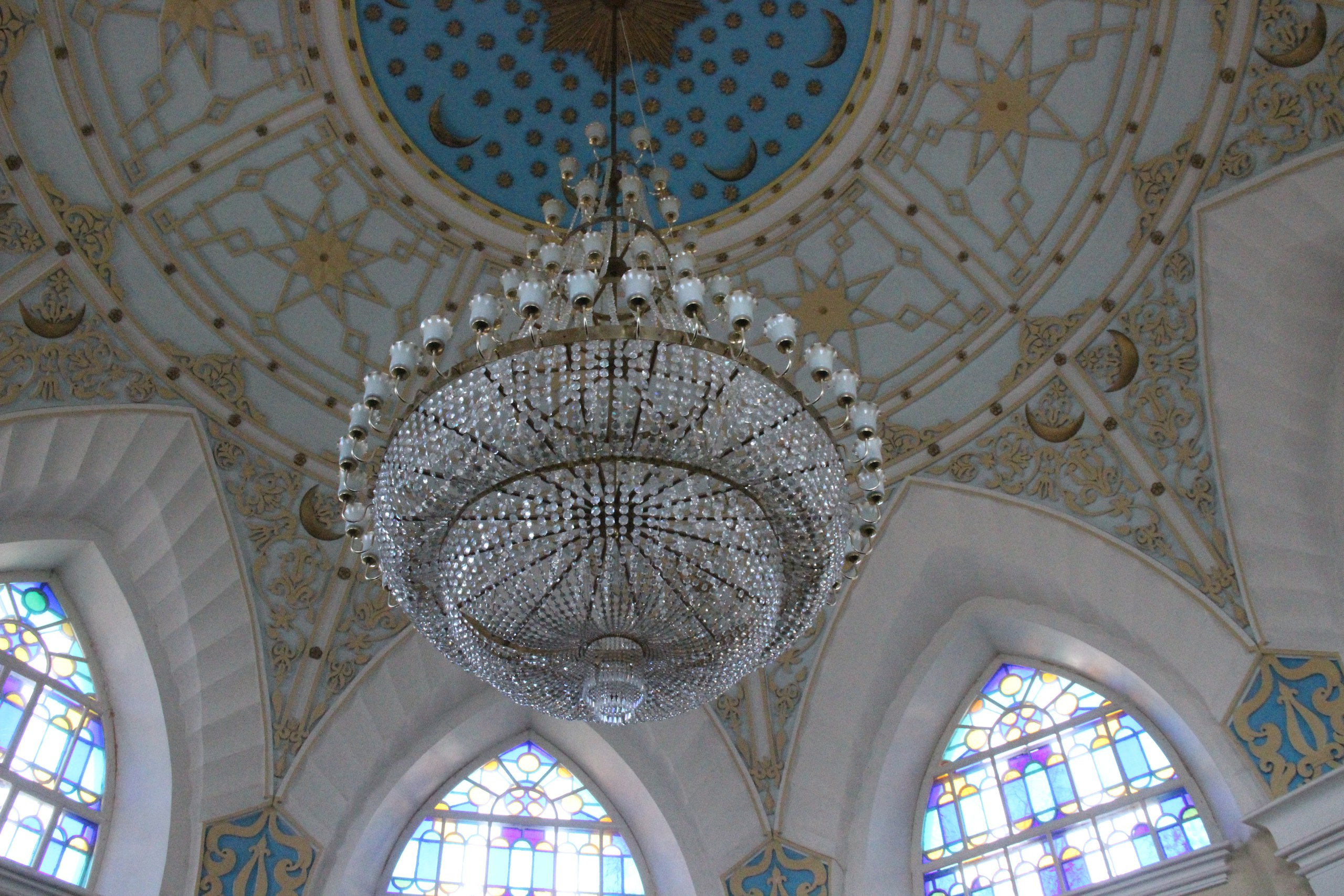
قبة المسجد.

يقع المسجد في وسط الفناء المستطيل للمبنى الرئيسي وهو العنصر الرئيسي في مجمع كاروان سراي، وهو مبنى له شكل ثماني منتظم يبلغ قطره 12.6م.
سبب اختيار الشكل المثمن للمسجد نقاشاً بين الباحثين. لذلك، يرى عالم الآثار س. إ. سميرنوف في ذلك استمرار برايلوف لتقاليد مدينة بولغار في فترة القبيلة الذهبية، والتي نتجت عن المعرفة برسومات المآذن في كتاب «رسومات أنقاض البلغار القدامى، مأخوذة من حياة المهندس المعماري أ. شميدت في عام 1827». وفقًا للمهندس المعماري والناقد الفني ب. ج. كاليمولين، قام برايلوف بإعادة صياغة «الخطة النموذجية» للمسجد بقاعدة مثمنة في عام 1829 مما منحها شكل يورتا-تيرما، الذي تم تعيينه كموطن لكبار السن في وسط القرية الصيفية.
يبلغ ارتفاع المسجد من الأساس إلى قمة القبة 18.9م. في الجزء العلوي من القبة ، الجزء السفلي منها كروي الشكل والجزء العلوي مخروطي قليلاً ، هناك مستدقة مجعد صغيرة تتوج ب الهلال. دعامات القبة هي أقواس من النوافذ التي تنقل الضغط من القبة إلى الجدران في زوايا المبنى، والتي يتم تدعيمها من الخارج مع دعامات من المقطع العرضي المستطيل ، والتي تشكل وحدة واحدة متجانسة مع الجدران. تبدو هذه الأضداد على الواجهة مثل الأعمدة المرفقة ، المغطاة بسقف منحدر واحد.
يتم قطع نوافذ المسجد عند قاعدة القبة المليئة بالارتباطات المعدنية الدقيقة والزجاج متعدد الألوان. أنها تعطي قذيفة القبة شخصية خفيفة الوزن ،  .

### المئذنة

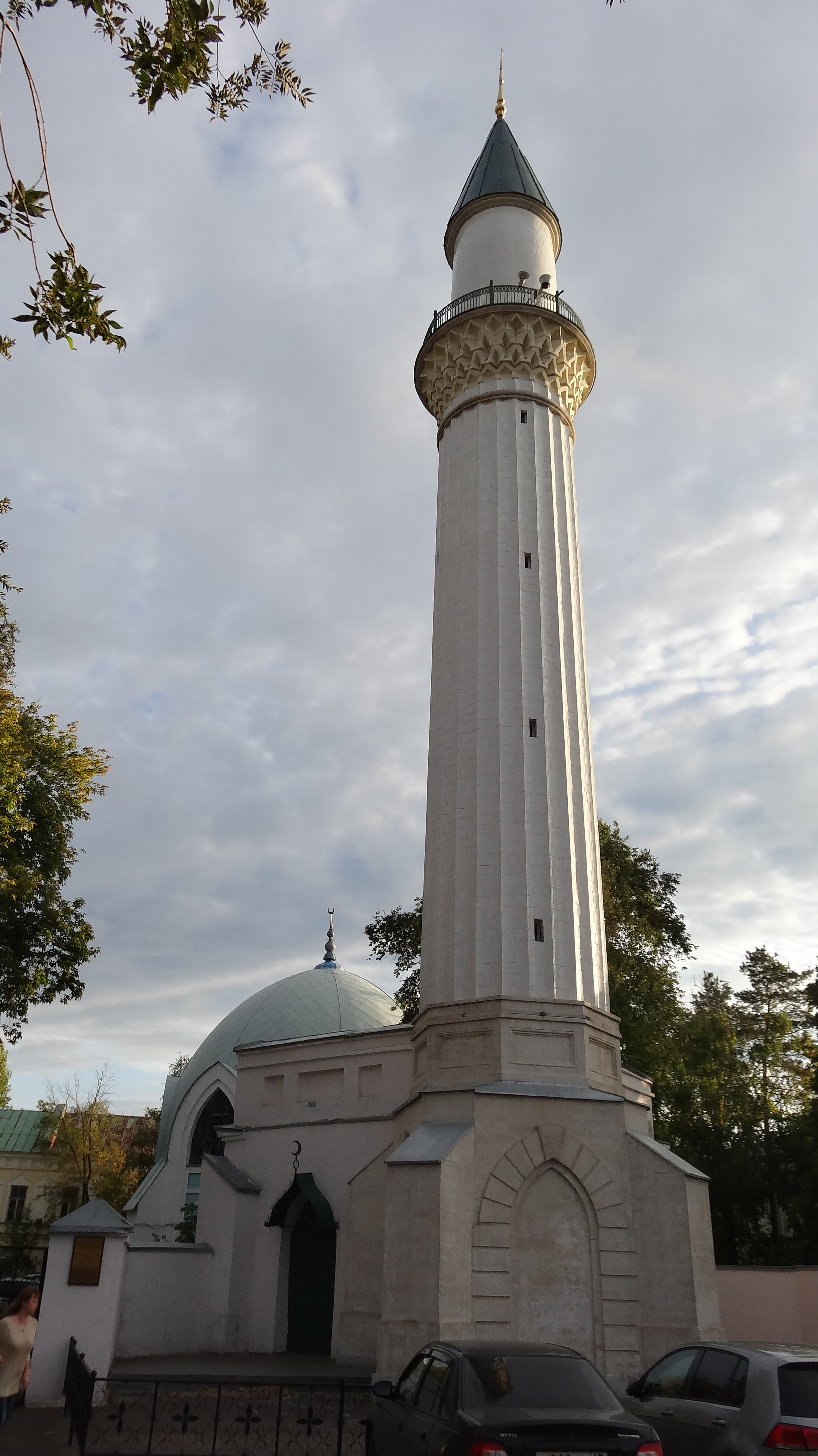
المئذنة.

المئذنة عبارة عن برج طويل مكون من ثلاثة طبقات يبلغ ارتفاعه 38.76 مترًا، وله مدخل من الجانب الشمالي. .
تحتوي الطبقة السفلية من المئذنة على مسقط أفقي المربع الشكل بمساحة 3.5 × 3.5 متر ويتم تفسيرها من قبل المهندس المعماري على أنها قاعدة للجزء العلوي. على واجهات القاعدة من الجوانب الأربعة، هناك محاريب غائرة قليلاً مؤطرة بقوس مشرط ذي أسافين بارزة ودرزات. في الزوايا، يتم تعزيز البناء بدعامات ذات مقطع قدره 1 متر، ومحاور في الجزء العلوي في شكل أسقف مكبوتة. على ارتفاع 5.2 متر، تتحول القاعدة المربعة إلى مجسم ثماني الأوجه - تمر القدم المربعة في حزام علوي صغير مثمن الشكل، تم تزيين الحافة العلوية منه على شكل قضيب يتكون من فواصل مستقيمة. يعمل القالب بصريًا كنوع من الطوق، حيث تجمع الوجوه الفردية للمئذنة معًا. توضع محاريب مستطيلة الشكل على سطح حزام العلية، مما يؤكد التباين بين الحزام الأفقي والعناصر المعمارية الرأسية للهيكل. بشكل عام، يسهل حزام العلية الانتقال من القاعدة الضخمة للمئذنة إلى جذعها متعدد الأوجه.
الطبقة الوسطى، التي تشكل الجذع الرئيسي للمئذنة، هي في شكل عمود مقوى متعدد الأوجه (24 وجهًا) مع بطانة من البلاط الأبيض المزجج. يشكل منحنى المزامير أثناء التقارب زوايا حادة، ويبلغ القطر الخارجي للعمود 3.66 مترًا، أما القطر الداخلي فهو 2.1 مترًا، أما في منتصف العمود فيتم طي العمود الثاني، ويبلغ قطره 0.68 مترًا، وعلى ارتفاع 19 مترًا، تتزين المئذنة كورنيش الهوابط. تم عمل 4 نوافذ ضيقة مستطيلة على مستويات مختلفة، بأبعاد 50 × 30 سم من الداخل و40 × 18 سم من الخارج؛ للإضاءة في الطبقة الوسطى من الجوانب الجنوبية والشمالية والشرقية والغربية.
يتوج الصندوق الرئيسي للمئذنة بكورنيش هوابط، ليس له أهمية زخرفية فحسب، بل يخدم أيضًا كأساس للمعرض المبني فوقها. أسفل هذا الكورنيش بقليل، يتم تغطية الصندوق بحزام يستعد للانتقال إلى الكورنيش ويتكون من فاصلين: بكرة ورف. فوق الكورنيش، يحيط بالمئذنة رواق فاتح اللون، مع سياج مصنوع من المشابك المعدنية المخرمة.
يبدأ المستوى الثالث بارتفاع 5.28 متر فوق كورنيش الهوابط بسطح مصنوع من الجص المكلس، بشكل أسطواني ينتهي بكورنيش ثانٍ تتم ملاحظته بالكاد. تتوج المئذنة بنهاية مدببة على شكل مخروطي، مغطاة بالحديد المطلي باللون الأخضر، والتي ترتفع فوقها مستدقة عالية مع هلال مذهب.
تم صنع جدران قاعدة التمثال من كتل حجرية محفورة بدقة من الحجر الرملي بالشكل الصحيح مع لون رمادي ناعم. الجدران بسمك 0.78 متر والعمود الداخلي مصنوع من الطوب الأحمر المحدد. في أماكن من البناء (من خلال صفين أو ثلاثة صفوف أو أكثر)، توجد الأحزمة الحجرية الخاصة، التي تتكون من صف واحد من القطع المحفورة بدقة، والتي تم تثبيتها معًا بواسطة روابط حديدية.
للصعود داخل المئذنة، يوجد سلم يحيط بعمود محوري، يتم إنهاء خطواته الحجرية بنهاية واحدة في مبنى العمود الداخلي والآخر بأخاديد خاصة في الجدار الخارجي. يؤدي السلم إلى المعرض الذي بعلو المئذنة على ارتفاع 24.3 متر. هنا، يغير العمود الداخلي المقطع العرضي الدائري ويتحول إلى عمود مربع، والذي يعمل كدعم للغطاء العلوي للمئذنة.
في السابق كانت مئذنة كاروان سراي عبارة عن مبنى مستقل، لكنه يرتبط حاليًا بمباني المسجد.

## حديقة كاروان سراي
في السابق ، كان كاروان سراي محاطًا من جميع الجهات بحديقة طبيعية، والتي تم تصميمها بالتزامن مع تصميم وبناء المباني ونفذت في أوائل الخمسينيات من القرن التاسع عشر، وتجاوزت مساحة تلك الحديقة 5 هكتارات. حاليًا، تحيط الحديقة بكاروان سراي من ثلاث جهات فقط.
تطلب إنشاء الحديقة في ظروف مناخ أورينبرغ الحاد جهودًا هائلة. تمت زراعة العديد من اأنواع الأشجار في الحديقة (الصنوبر، والتنوب، وأرزية الأورال، والبلوط، والدردار، والقيقب الدلبي، والزيزفون) والشجيرات (الليلك، والنبق، والطلح، والعسلة، وغيرها). تم الحصول على جميع المواد الزراعية للحديقة من غابات مقاطعة سترليتاماك وغيرها من الأماكن في باشكيريا. تم تسليم الأشجار المعمرة في أحواض المياه الضخمة إلى أورينبرغ لمائة كيلومتر أو أكثر.

## لمزيد من الاطلاع
- Загидуллин И. К. (2008). Из истории Караван-сарайской мечети в Оренбурге (до 1917 г.) // Фаизхановские чтения : материалы четвёртой ежегодной научно-практической конференции: "Развитие институтов многонационального и поликонфессионального Российского государства", [22 марта 2007 г.] Нижний Новгород: Медина. ص. 209. {{استشهاد بكتاب}}: الوسيط |pages= و|page= تكرر أكثر من مرة (مساعدة)
- Загидуллин И. К. (2007). Исламские институты в Российской империи: Мечети в европейской части России и Сибири. Казань: Татар. кн. изд-во. ص. 416.
- Калимуллин Б. Г. (1966). Караван-сарай в г. Оренбурге. М.: Стройиздат. ص. 39.
- Калимуллин Б. Г. (1964). Караван-сарай // Археология и этнография в Башкирии. Уфа: Башкирское книжное издательство. ص. 284. {{استشهاد بكتاب}}: الوسيط |pages= و|page= تكرر أكثر من مرة (مساعدة)
- Валеева М. Г., Кутушев Р. Н. (2007). Караван-сарай // Башкирская энциклопедия. Уфа: Башкирская энциклопедия. ص. 672. {{استشهاد بكتاب}}: الوسيط |pages= و|page= تكرر أكثر من مرة (مساعدة)
- Надырова Х. Г. (2008). Оренбургский караван-сарай. // Татарская энциклопедия. Казань: институт Татарской энциклопедии. ص. 768. {{استشهاد بكتاب}}: الوسيط |pages= و|page= تكرر أكثر من مرة (مساعدة)
- Башкиры и Оренбуржье: история и современность (к 150-летию Караван-Сарая). — Уфа—Оренбург, 1996. — 99 с.
- Караван-Сарай. /Авт.-сост. Калимуллин Ф. Б. 2-е изд. — Уфа: Китап, 1995. — 71 с.
- Танатов А. Влияние эпохи на причины и цели создания Караван-сарая. // Ватандаш. — 2004. № 8.
- Утягулов Р. Звезда Караван-Сарая // Ватандаш. — 2001. № 12. — С. 159—162.
- Янгузин Р. З. Караван-Сарай — национальная святыня башкирского народа //Оренбургской губернии — 250 лет: проблемы истории и культуры. Оренбург, 1994.
- Этнополитическая мозаика Башкортостана. Очерки. Документы. Хроника. Том II. Башкирское национальное движение. 1992.
- Кульшарипов М. М. (2012). "К истории Караван-Сарая - башкирского народного дома": 86–91. {{استشهاد بدورية محكمة}}: الاستشهاد بدورية محكمة يطلب |دورية محكمة= (مساعدة)صيانة الاستشهاد: التاريخ والسنة (link)

## قائمة المصادر
- Валеева М. Г., Кутушев Р. Н. Караван-Сарай // Башкирская энциклопедия / гл. ред. М. А. Ильгамов. — Уфа : ГАУН «Башкирская энциклопедия», 2015—2019. — ISBN 978-5-88185-306-8.
- Кутушев Р. Н., Валеева М. Г (1996). Караван-сарай. // Башкортостан: краткая энциклопедия. أوفا: Башкирская энциклопедия. ص. 672. {{استشهاد بكتاب}}: الوسيط |pages= و|page= تكرر أكثر من مرة (مساعدة)صيانة الاستشهاد: أسماء متعددة: قائمة المؤلفين (link)
- "Перечень объектов культурного наследия (памятников истории и культуры) расположенных на территории Оренбургской области (за исключением объектов археологического наследия) по состоянию на 24.07.2017 г." (بالروسية). Министерство культуры и внешних связей Оренбургской области. 2017. Archived from the original on 2019-12-03. Retrieved 2017-10-27.